# Мсамала
Мсама́ла (англ. Msamala) — традиційна громада у складі дистрикту Балака Південного регіону Малаві.
Населення — 80912 осіб (2018).